# Michel Laplénie
Michel Laplénie est un ténor français spécialisé dans le répertoire baroque.

## Biographie
Michel Laplénie a commencé sa carrière de chanteur après des études de violon et d'allemand. Il est d'abord choriste dans le chœur de Jacques Grimbert, à Paris, et enseigne l'allemand. Après un séjour de deux ans à Vienne pour travailler sur l'œuvre de Richard Strauss, il s'oriente définitivement vers le chant dès sa rencontre avec le claveciniste William Christie. En 1978, il est de la première équipe des ensembles baroques Les Arts florissants et Clément Janequin. C'est lui qui propose à William Christie d'adopter l'expression « Les Arts Florissants » pour dénommer l'ensemble.
Il fut durant les années 1980 un des piliers de l'ensemble Les Arts florissants, qui était alors un des fers de lance du mouvement de renouveau de la musique baroque surnommé les Baroqueux en France et en Belgique, aux côtés d'Agnès Mellon, Jill Feldman, Monique Zanetti, Guillemette Laurens, Dominique Visse, Étienne Lestringant, Philippe Cantor, Gregory Reinhart, François Fauché, Antoine Sicot…
En 1986, il fonde l'ensemble vocal Sagittarius (du nom latinisé d'Heinrich Schütz : Henricus Sagittarius) spécialisé dans l’interprétation du répertoire vocal baroque et plus particulièrement des musiques française et allemande des XVIIe et XVIIIe siècles.

## Rôles à l'opéra
- Atys de Lully (Phantase)
- David et Jonathas H 491 de Marc-Antoine Charpentier (Un membre de la suite de Jonathas, basse)
- Médée H 490 de Marc-Antoine Charpentier (Arcas)

## Discographie sélective

### Avec Les Arts Florissants
- 1980 : Cæcilia, Virgo et Martyr H.397 de Marc-Antoine Charpentier
- 1980 : Filius Prodigus H.399 de Marc-Antoine Charpentier
- 1980 : Magnificat à trois voix H.73 de Marc-Antoine Charpentier
- 1981 : Altri Canti d'amor de Claudio Monteverdi
- 1982 : In nativitatem D.N.J.C. canticum H.414 de Marc-Antoine Charpentier
- 1982 : Les Arts Florissants H.487 de Marc-Antoine Charpentier
- 1982 : Antiennes "Ô" de l'Avent H 36-43 de Marc-Antoine Charpentier
- 1983 : Il ballo delle ingrate et La Sestina de Claudio Monteverdi
- 1983 : In nativitatem Domini canticum H.416 de Marc-Antoine Charpentier
- 1983 : Pastorale sur la Naissance de Notre Seigneur Jésus-Christ H.482 de Marc-Antoine Charpentier
- 1984 : Médée H 491 de Marc-Antoine Charpentier
- 1984 : Airs de cour (1689) de Michel Lambert
- 1986 : Dido and Æneas d'Henry Purcell (Un Marin)
- 1986 : Le Reniement de Saint Pierre H.424 de Marc-Antoine Charpentier
- 1986 : Méditations pour le Carême H.380-389 de Marc-Antoine Charpentier
- 1987 : Selva morale e spirituale de Claudio Monteverdi
- 1987 : Atys de Lully (Phantase)
- 1988 : David et Jonathas H.490 de Marc-Antoine Charpentier
- 1989 : Te Deum de Marc-Antoine Charpentier (basse)
- 1989 : Oratorio per la Settimana Santa de Luigi Rossi (ténor)
- 1989  : Un peccator pentito (Spargete sospiri) (« Un pécheur repenti. / Répandez des soupirs ») de Luigi Rossi (baryton)

### Avec La Grande Écurie et la Chambre du Roy
- 1991 : Messe à 4 Chœurs et 4 Orchestres H 4 de Marc-Antoine Charpentier, , Ensemble Vocal Jean Bridier, Ensemble Vocal Françoise Herr, Chœur Gabrieli, Chœur régional Nord-Pas-de-Calais, La Grande Écurie et la Chambre du Roy, dir. Jean-Claude Malgoire. CD Erato.

### Avec l'Ensemble Clément Janequin
- 1982 : Les cris de Paris : Chansons de Janequin & Sermisy
- 1983 : Octonaires De La Vanité Du Monde de Paschal de L'Estocart

### Avec Les Musiciens du Louvre
- 1988 : Les Comédies-Ballets de Lully-Molière, Les Musiciens du Louvre, dir. Marc Minkowski

### Avec l’Ensemble Vocal de l’Abbaye aux Dames, Les Menus Plaisirs
Marc-Antoine Charpentier, Musiques pour la famille de Guise, Messe pour les Trépassés H 2, Motet pour les Trépassés H 311, De Profundis H 156  , Beatus vir H 221, Méditations pour le Carème H 380 et H 382, Salve Regina H 24, Le Reniement de Saint Pierre H 424. CD Lira d’Arco 2002.
Direction Michel Laplénie.

### Avec l'Ensemble Sagittarius
- Voir la discographie sur le site de l'Ensemble Sagittarius[1]